# チベタン・コープス・ドッグ
チベタン・コープス・ドッグ（英：Tibetan Corpse Dog）とは、チベット原産の珍しく特別な役割を持っている犬種である。
単にコープス・ドッグ（英：Corpse Dog）と呼ばれる事もあり、ハウスホールドタイプ（英：House hold tipe）とフィールドタイプ（英：Feral tipe）の二種類が存在するが、どちらも現存数は極めて少ない。

## 歴史
もともとはパリアタイプとスピッツタイプの犬種の交雑によって自然発生した犬種である。紀元前から存在が確認されていて、2タイプの区別ははじめはなかった。年代等は明らかではないが、チベット人によってそれが飼いならされ、村などの番犬として使われるようになると、チベタン・マスティフなどの血が加えられて大型化し、力強く改良された。しかし、一部の犬は原種のまま半野良生活を続けていた。
この半野良生活を行う原種タイプのものをフィールドタイプ、番犬として飼いならされて改良が加えられたタイプをハウスホールドタイプと呼んで区別している。事実この2タイプは全く別の犬種として分化して行ったのではあるが、個体数が少なく他地域では知名度も皆無に等しいうえ、生い立ちをある点まで共有しているため、こうして一からげの犬種としてまとめられている。かつではチベットのどこにでもいる犬種であったが、中国政府の命令により他犬種とともに多くのチベタン・コープス・ドッグが撲殺され、ほとんど絶滅寸前に追い込まれた。現在でもめったに見かけることがなく、諸事情によりあまりこの犬種独自の仕事も行っていないのが現状である。
この犬種は普段は既出の通り番犬として見張りをしているが、犬種名にもなっているこの犬種独自の仕事を担っている。それは家庭で飼われているハウスホールドタイプも、半野良生活を送っているフィールドタイプも総動員され、「送り犬」として死んだ人の遺体を食べ、早く故人の魂が天に昇ることが出来るようにする宗教的な仕事である。
ちなみにチベットでは宗教的理由から、故人の遺体を早く棄てたり消したりする事が重要視されている。これは故人が生前の未練を残す事がないようにするために、現世で用いていた肉体に帰れないようにし、故人の未練を消し去るという意味合いがある。
現在では衛生上・倫理上の問題によりチベタン・コープス・ドッグの「送り犬」活動は禁止されていて、同時に上記のような遺体の処置
を施す事も厳しく禁じられている。

## 特徴
ハウスホールドタイプは筋肉質の体つきをしている。厚いダブルコートで、垂れ耳・飾り毛のある垂れ尾。サイズは中型犬並みであるが、防衛本能が高くガードドッグとして向いている。毛色の制限は無い。
フィールドタイプはもとのパリアタイプとスピッツタイプの犬種の中間の姿を保っている。立ち耳・巻き尾でショートコート。脚は長く痩せ型である。性格は温厚だが、常時警戒心を怠らない。小さなパックを組んで土着の動物を狩る事もあるという。

## 参考
『デズモンド・モリスの犬種事典』（誠文堂新光社）デズモンド・モリス著書、福山英也、大木卓訳 誠文堂新光社、2007年